# Pietro Ciucci
Pietro Ciucci (Roma, 24 ottobre 1950) è un dirigente d'azienda italiano.
Da luglio 2006 ad aprile 2015 è stato Presidente e Direttore Generale di ANAS; dal 2023 è di nuovo amministratore delegato della società Stretto di Messina.

## Biografia
Pietro Ciucci è nato e risiede a Roma. Si è laureato in economia e commercio presso l'Università degli Studi di Roma. Nell'aprile 1987 ha ricevuto da Romano Prodi  l'incarico di Condirettore Centrale del Dipartimento delle Finanze dell'IRI. La sorella Marina Ciucci è moglie di Antonio Maccanico, ex segretario generale del Quirinale. Sempre in IRI, Pietro Ciucci, nel marzo 1993, è stato nominato direttore generale. Dal giugno 2000 al novembre 2002 Ciucci è stato membro del Collegio dei Liquidatori dell'IRI. Ha curato il piano di risanamento economico dell'azienda e successivamente ha seguito la cessione a privati delle principali società del gruppo IRI. 
È stato nel consiglio di amministrazione della Banca Popolare di Roma, Alitalia, Rai, Stet, Finmeccanica, Comit, Credit, Sme, Autostrade, Aeroporti di Roma. Ha anche la presidenza di Cofiri, stanza dei bottoni finanziaria del gruppo. Nel 2002 Silvio Berlusconi lo nomina al vertice della Stretto di Messina, la società controllata dall’Anas che dovrebbe realizzare il ponte. Un progetto che l’esecutivo di Prodi blocca nel 2006. Ciucci ha ricoperto le cariche di presidente dell'ANAS e di amministratore delegato della Società Stretto di Messina fino al 2012.
Nell'estate 2013 è andato in pensione come direttore generale dell'Anas, mantenendo però gli altri incarichi, attribuendosi una buonuscita di 1,8 milioni comprensiva di "indennità di risoluzione senza preavviso”.
Nel 2023 è stato rieletto amministratore delegato della Società Stretto di Messina.